# Павел Павликовски
Павел Александер Павлико̀вски (на полски: Paweł Aleksander Pawlikowski) е полско-британски режисьор и сценарист. Известен с филма си „Ида“, за който получава „Оскар за най-добър чуждоезичен филм“ (2015).

## Филмография
- Palace Life, 1988 – режисура (телевизионен, документален, биографичен филм за Тадеуш Конвицки)
- From Moscow to Pietushki with Benny Yerofeev, 1990 – режисура (документален телевизионен филм)
- Dostoevsky's Travels, 1992 – режисура (документален филм)
- Serbian Epics, 1992 – режисура (документален филм)
- Tripping with Zhirinovsky, 1995 – режисура, продукция (документален телевизионен филм)
- Lucifer over Lancashire, 1997 – режисура (късометражен телевизионен филм)
- Twockers, 1998 – режисьор и сценарист (късометражен документален филм)
- The Stringer, 1998 – режисура и сценарий
- Last Resort, 2000 – режисура и сценарий
- My Summer of Love, 2004 – режисура и сценарий
- La Femme du Vème, 2011 – режисура и сценарий
- Ida, 2013 – режисура и сценарий
- Zimna wojna, 2018 – режисура и сценарий